# 斯圖帕瓦猶太會堂

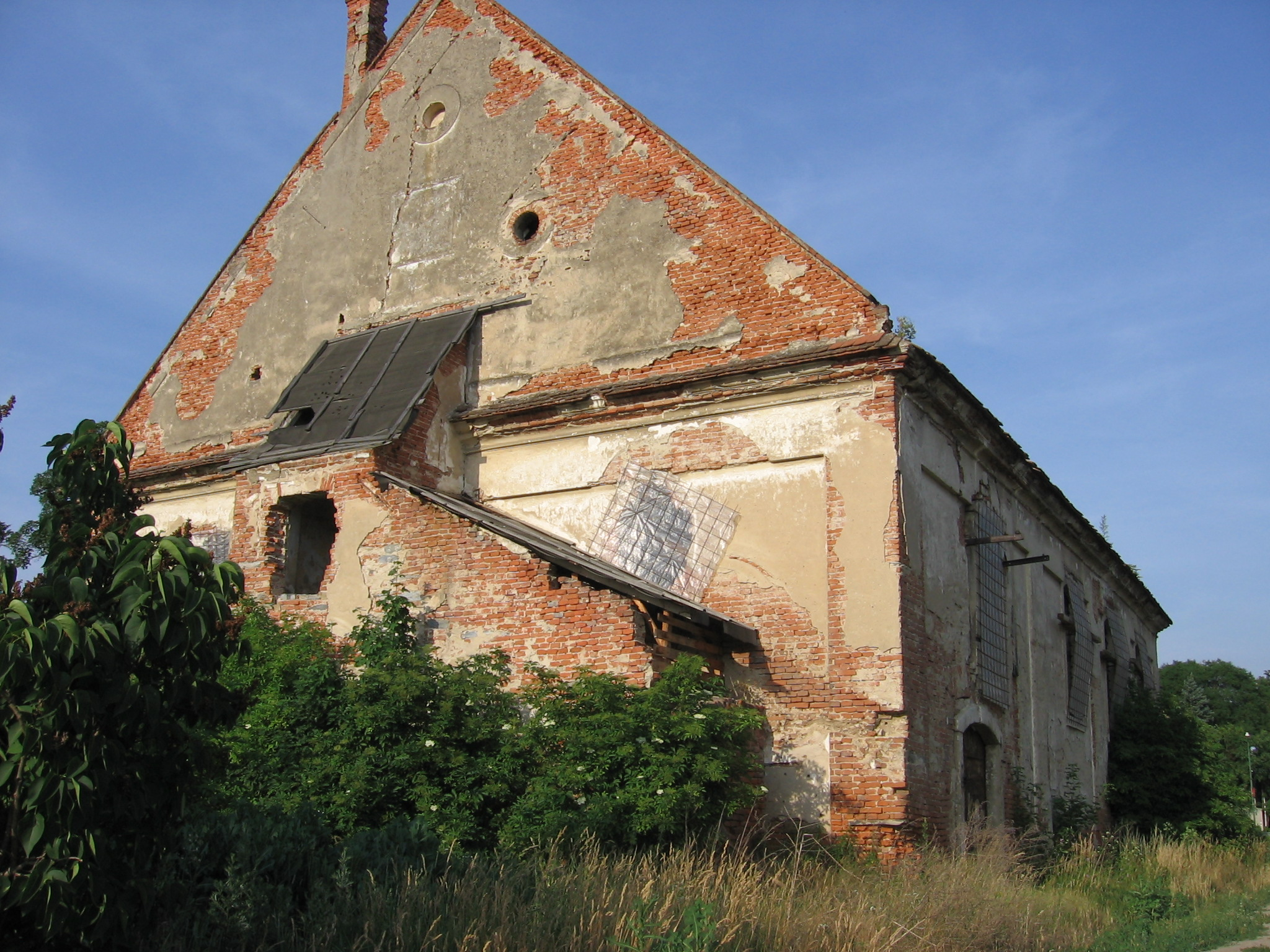

斯圖帕瓦猶太會堂（Stupava Synagogue）是斯洛伐克城鎮斯圖帕瓦的一座猶太會堂，修建於1803年。這座猶太會堂的外觀是巴洛克風格。2008年，猶太會堂建築得到修復。